# Улица Рональда Рейгана (Киев)
Улица Рональда Рейгана (укр. Вулиця Рональда Рейгана) — улица в Деснянском районе города Киева. Пролегает от улицы Братиславская при примыкании проспекта Романа Шухевича и улицы Электротехническая до улицы Радунская при примыкании улицы Николая Лаврухина, исторически сложившаяся местность (район) Вигуровщина-Троещина.
Примыкают улица Николая Закревского, проспект Червоной Калины, улица Оноре де Бальзака.
По названию улицы именуется станция скоростного трамвая.

## История
В 1982 году село Троещина было включено в состав города Киева, со временем усадебная застройка была ликвидирована в связи со строительством нового жилого массива.
Новая улица № 2 была проложена в 1983 году от проспекта Ватутина до улицы Оноре де Бальзака. Улица застраивалась вместе с другими улицами 1-й очереди жилого массива Троещина в Днепровском районе.
18 апреля 1983 года улица получила название  — в честь американского писателя Теодора Драйзера, согласно Решению исполнительного комитета Киевского городского совета депутатов трудящихся № 613 «Про упорядочивание наименований и переименование улиц города Киева».
Согласно топографической карте M-36-050, к 1991 году улица длиной 2,06 км была проложена до улицы Оноре де Бальзака и полностью застроена (микрорайоны №№ 1, 4, 5, 7), участок (её конец) длиной 0,84 км до Радунской улицы был проложен и застроен (микрорайон № 26) позже.
С 1983 по 2023 год улица носила название в честь американского писателя Теодора Драйзера.
13 июля 2023 года Киевский городской совет переименовал улицу в честь 40-го Президента США Рональда Рейгана.

## Застройка
Улица пролегает в северо-западном направлении. Улица имеет по два ряда движения в обе стороны.
Парная и непарная стороны улицы заняты многоэтажной жилой (9-14-16-этажные дома) застройкой и учреждениями обслуживания — непарная сторона микрорайоны №№ 1 и 4, парная сторона микрорайоны №№ 5, 7 и 26 жилого массива Вигуровщина-Троещина. Конец улицы (после примыкания улицы Оноре де Бальзака) непарной стороны занимает застройка села Троещина.
Участок непарной стороны между проспектом Владимира Маяковского и улицей Оноре де Бальзака занят парками Деснянский и Героев Чернобыля, кинотеатром «Флоренция» — микрорайон № 4.
Учреждения:
1. дом № 1 — рынок
2. дом № 2 — водопроводная насосная станция «Троещина-1»
3. дом № 2 Б — Деснянский районный стадион
4. дом № 2 В — церковь Николая Чудотворца
5. дом № 6 — отделение связи «Укрпочта»; центральная библиотека Деснянского района № 141
6. дом № 9 А — гимназия «Киево-Могилянский коллегиум»
7. дом № 9 Б — Районное управление Главного управления МВД Украины в Деснянском районе
8. дом № 17 — автоматическая телефонная станция
9. дом № 19 — поликлиника № 2 Деснянского района
10. дом № 40 Б — школа № 321